# Gàlag argentat
El gàlag argentat (Otolemur monteiri) és una espècie de primat de la família dels galàgids. Es tracta d'un animal nocturn que viu en els boscos de miombo, des d'Angola fins a Tanzània, a l'oest de Kenya i Ruanda.
Aquesta espècie fou separada del gàlag de cua gruixuda per Colin Groves el 2001.

## Subespècies
Existeixen dues subespècies reconegudes:
- Otolemur monteiri monteiri, a les regions més al sud.
- Otolemur monteiri argentatus, a la regió del llac Victòria.